# Oranje mierenjager
De oranje mierenjager (Zodarion italicum) is een spinnensoort in de taxonomische indeling van de mierenjagers (Zodariidae).
Het dier behoort tot het geslacht Zodarion. De wetenschappelijke naam van de soort werd voor het eerst geldig gepubliceerd in 1868 door Canestrini.